# Zabałaccie (Chojniki)
Zabałaccie (biał. Забалацце; ros. Заболотье, Zabołotje) – część miasta Chojniki na Białorusi, w obwodzie homelskim, w rejonie chojnickim. Do 1972 roku oddzielna wieś.
Na mapach carskich z połowy XIX wieku oznaczona jako wieś licząca 17 budynków.